# Палеолог, Клеантис
Клеантис Палеолог (англ. Κλεάνθης Παλαιολόγος, 11 ноября 1902 — 25 августа 1990) — греческий спортсмен, тренер, автор и писатель.

## Биография
Родился в 1902 году в семье священника и вырос в Митилене. Его отцом был Папа-Палеолог или Папа-Хастас. По окончании средней школы его завербовали и отправили на фронт Малой Азии. Позже он поступил в Теологическую школу Афинского университета и продолжил учебу до выпускных экзаменов, одновременно обучаясь в школе гимнастики.
Работал в качестве тренера по футболу, плаванию и легкой атлетике во многих спортивных клубах и сборных. В течение 15 лет был членом администрации федерации легкой атлетики, членом Олимпийского комитета Греции (НОК) и вице-президентом Ассоциации тренеров по легкой атлетике. Умер 25 августа 1990 года.